# Aulus Cornelius Celsus

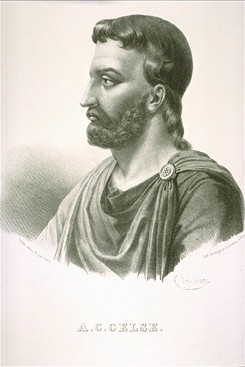
Aulus Cornelius Celsus

Aulus Cornelius Celsus (ur. 53 p.n.e., zm. ok. 7 n.e.) – rzymski uczony, encyklopedysta.
Jego dzieło De medicina libri VIII (O medycynie ksiąg VIII) jest jedynym zachowanym tomem o wiele większej encyklopedii zatytułowanej Artes (Sztuka).  Dzieło De medicina zostało odnalezione przez papieża Mikołaja V i opublikowane we Florencji w 1478. Pozostałe zaginione tomy dotyczyły rolnictwa, retoryki i sztuki wojennej. 